# Чикала, Баттиста
Джованни Баттиста Чикала Дзоальи (итал. Giovanni Battista Cicala Zoagli; Генуя, 1485 — Генуя, 1566) — дож Генуэзской республики.

## Биография
Сын Джорджо Дзоальи и Симонетты Навоне ди Франческо, родился в Генуе в 1485 году. Отец Джованни был успешным торговцем и заработал своё состояние на торговле с Востоком, он был посланцем Банка Сан-Джорджо, и, согласно некоторым историческим источникам, был мэром города Каффа в Крыму. Таким образом, Джованни с детства был больше связан с коммерцией, чем с государственной деятельностью.
Даже первые должности Джованни были связаны с делами генуэзских восточных колоний: в 1506 году он был назначен на должность в Управление надзора и контроля торговых и таможенных маршрутов. Кроме того, он стал продвигаться по службе в сфере экономической деятельности генуэзского государства. С 1517 года и на пятнадцать лет имя Джованни не упоминается среди руководителей или должностных лиц Генуэзской республики, что. очевидно, было связано с его уходом в торговую деятельность за пределами Генуи.
Джованни вернулся в Геную около 1530 года, через два года после того, как адмирал Андреа Дориа восстановил независимость республики. Именно в этот период его семья принимает вторую фамилию Чикала. В новой республике Джованни занимал пост прокурора, а также отвечал за отношения правительства с Банком Сан-Джорджо. В те же годы он был послом республики к папе Клименту VII.
Его политическая карьера привели его на пост губернатора Корсики в 1537 году, в сложный период, когда на острове вспыхнуло восстание, поддержанное французами. В 1538 году Джованни был направлен в качестве наблюдателя и посла (вместе с Николо Негрони) на конгресс в Ниццу, где проходили мирные переговоры между французами и испанцами. Джованни также служил послом при дворе папы Павла III, а в 1541 году, наряду с бывшим дожем Гаспаре Гримальди Брачелли встречал императора Карла V в Джови.
Дружеские отношения с адмиралом Андреа Дориа позволили Джованни стать одним из восьми членов комиссии, подготовившей проект так называемый «legge del garibetto» — закон об изменении порядка голосования членов Великого Совета и Малого Совета.
В 1561 году Джованни был избран дожем — должность оказалась вакантной после внезапной смерти дожа Паоло Баттиста Джудиче Кальви.
Его мандат запомнился историкам как период кризиса экономики генуэзского государства. Дожу пришлось столкнуться с проблемой усмирения Корсики, вернувшийся под власть Республики, разногласиями с Банком Сан-Джорджо. В течение двух лет, что Дзоальи возглавлял правительство Генуи, пытался проводить политику сокращения неэффективных расходов казны и урегулирования отношений с кредиторам. Так, в хрониках того времени рассказано, как братья Джакомо и Агостино Леркари, дворяне и купцы, работавшие в Антверпене, задолжали 25 тысяч крон французской короне. Для спасения генуэзской репутации дож вместе с шестью другими сенаторами лично выплатил сумму долга французскому королю.
По истечении срока полномочий в 1563 году Дзоальи был назначен пожизненным прокурором и в 1565 году подписал контракт между Генуей и императором по предоставления ему кредита на более чем 10 тысяч крон.
Джованни Баттиста Чикала Дзоальи умер в Генуе в 1566 году и был погребен в базилике Сантиссима-Аннунциата-дель-Васто.

### Личная жизнь
Около 1510 года Джованни женился на Бьянке Бонассони Микеле, которая родила ему троих детей: Винченцо, Стефано (умер раньше отца) и Джорджо. Только первый, Винченцо, пошел по стопам отца и занялся политикой.